# 賭場戰爭
賭場戰爭(Casino War)，又稱賭場大戰或娛樂場之戰，是一種玩法相對簡單的撲克牌博彩遊戲，於美國賭場較為常見。賭場戰爭主要演變自兒童遊戲戰爭(War)，玩家和莊家各獲發一張牌作比較點數，點數大的為勝方，撲克牌的花色與牌的大小無關。
這個遊戲通常會使用六副撲克牌，沒有鬼牌(Joker)，共312張牌。牌的大小次序依次為：A、K、Q、J、10、9、8、7、6、5、4、3、2；當中以 A 為最大，2 為最小。

## 玩法
莊家和每位下注的客人會獲發一張牌，單憑比較莊家和玩家的點數大小分勝負。如果玩家的點數大於莊家，則可獲相等於下注金額的賠彩。
由於牌的花色於此遊戲中無效，故當莊家和玩家的點數相同時，玩家可作以下兩個選擇：
- 投降（Surrender）：玩家可取回下注金額的一半。
- 進入賭場戰爭（Going to War）：玩家需額外再加上相等於原注的金額進入賭場戰爭，然後莊荷會消去三張牌，發一張牌（即第四牌）給客人，及後再消去三張牌，之後發一張牌給自己。如果莊家點數較大，玩家會輸掉原注和額外加注。如玩家點數較大，則只會贏取與額外加注相等的金額。如兩者點數再次相同，玩家則可贏取原注與額外加注的兩份賠彩。

另外，還有一種新改良的賭場戰爭，加入了特別獎金（Bonus）的玩法，在進入賭場戰爭後，下注於特別獎的玩家可根據莊家和閒家點數的差距而獲得相應的特別獎金。

## 賭場優勢率
原理上，莊家和玩家各有50%的勝出機會，看似是一項優勢均等的遊戲。但實際上，當兩者點數相同時，由於有兩個不同選項，而規則方面對莊家亦較為有利，所以這個遊戲的賭場優勢（House Advantage）是頗高的，一般都超過2%。
這個遊戲的賭場優勢會隨著使用的撲克牌副數而增加，但當該賭場提供特別獎時，就會相對減少。
於概率來說，當雙方點數相同時，如果玩家選擇投降的話，賭場優勢會較高。

## 外部連結
- 賭場戰爭的介紹
- Wizard of Odds - Casino War Strategy and Odds （页面存档备份，存于）
- Gambling il dado article （页面存档备份，存于）